# Arbnor Muja
Arbnor Muja (* 29. November 1998 in Mitrovica, BR Jugoslawien, heute Kosovo) ist ein albanisch-kosovarischer Fußballspieler.

## Karriere

### Verein
Vom KF Trepca wechselte er im Sommer 2017 zum amtierenden Meister KF Trepça’89. Nach einem ersten Einsatz in der Superliga kam aber nur ein weiter Einsatz hinzu und so kehrte er dem Kosovo schließlich im August 2018 erst einmal den Rücken, um sich ablösefrei in Deutschland der zweiten Mannschaft von Eintracht Braunschweig anzuschließen. Für diese absolvierte er in der Oberliga Niedersachsen 2018/19 dann 17 Einsätze und erzielte hierbei sieben Treffer. Nach Saisonende ging es für ihn in Albanien bei KF Skënderbeu weiter. Von September bis November 2019 kam er dort aber in der Superiore nur zu acht Einsätzen und verließ die Mannschaft nach einem weiteren Einsatz im Januar die Mannschaft schon wieder. Erst einmal per Leihe ging Ende Januar 2020 es nun noch einmal zu Trepça’89, wo er bis zum Sommer 2021 verblieb. Danach wechselte er fest zum KF Drita und schlug hier direkt ein. Jedoch wurde er in seiner möglichen Zahl an Einsätzen durch mehrere Verletzungen des Öfteren beschnitten. Trotzdem schaffte er mit seiner Mannschaft in seinen zwei Jahren gute Platzierungen und sammelte einige Einsätze in Qualifikationsspielen für die UEFA Conference League.
Im Zusammenhang mit diesem Wettbewerb kam es dann auch zu seinem Transfer zu Royal Antwerpen nach Belgien, welcher kurz nach der 0:2-Rückspielniederlage gegen eben diesen Klub bekanntgegeben wurde. In der ersten belgischen Liga kam er dann nach einer Fußverletzung, die er sich zum Start der Saison zugezogen hatte, schließlich auch schnell als Stammspieler regulär zum Einsatz. Spätestens seit der Saison 2023/23 gehörte er dann fest zum Kader der Mannschaft und sammelte in 23 Einsätzen bis Februar 2024 fünf erzielte Tore. Auch spielte er in derselben Saison mit der Mannschaft in der Champions League Gruppenphase und kam hier in fünf der Partien zum Einsatz, wobei er die letzte nur wegen einer Gelbrotsperre, welche in der 0:1-Niederlage gegen Schachtar Donezk passierte, verpasste.
Anfang Februar 2024 wechselte er für eine Ablöse von 2 Mio. € in die Türkei zu Samsunspor. Bei seinem Debüt in der Süper Lig kam er beim 2:0-Sieg über Antalyaspor am 12. Februar 2024 dann als Einwechselspieler rein und erzielte gleich auch noch sein erstes Tor für den Klub.

### Nationalmannschaft
Für die kosovarische U21-Nationalmannschaft war er ab Oktober 2018 in ein paar Qualifikationsspielen für die jeweilige Europameisterschaft aktiv. Zwar wurde er dann auch für die A-Nationalmannschaft nominiert, bekam aber bei den zwei EM-Qualifikationsspielen im März 2023 keinen Einsatz. Im Juni 2023 wurde er erneut nominiert, schlug diese aber aus, weil er keine Garantie bekam in diesen Partien dann auch eingesetzt zu werden. Nachdem er im August 2023 schließlich einen albanischen Pass bekam konnte er auch für die albanische A-Nationalmannschaft nominiert werden, was schließlich auch passierte. So hatte er dann sein A-Länderspieldebüt am 7. September 2023 bei einem 1:1 gegen Tschechien in der Qualifikation für die Europameisterschaft 2024, wo er zur 70. Minute für Jasir Asani eingewechselt wurde. In den nächsten Monaten kam er dann auch noch in weiteren Qualifikationsspielen und einer Freundschaftsspielpartie zum Einsatz.